# نادي أبناء المدينة
نادي أبناء المدينة الرياضي هو فريق كرة قدم عراقي، يقع مقره في مدينة الصدر، بغداد، تأسس عام 2021، يلعب في الدوري العراقي الدرجة الأولى.

## التاريخ الإداري
- خلف حبش
- سلام طعمة
- صدام الربيعي

## روابط خارجية
- أندية العراق - تواريخ التأسيس